# Rheotanytarsus pellucidus
Rheotanytarsus pellucidus är en tvåvingeart som först beskrevs av Walker 1848.  Rheotanytarsus pellucidus ingår i släktet Rheotanytarsus och familjen fjädermyggor.
Artens utbredningsområde är Hudson Bay. Inga underarter finns listade i Catalogue of Life.